# Roland Brant
Roland Brant, pseudonimo di Orlando Bragante (Torino, 18 febbraio 1961), è un disc jockey e compositore italiano.

## Biografia
Piemontese di nascita ma di origine veneta, è uno dei pionieri della musica techno in Italia, genere che ha iniziato a suonare fin dalla prima metà degli anni ottanta.
È noto al pubblico soprattutto per i brani Nuclear Sun (1993) e Moon's Waterfalls (1996), vere pietre miliari del genere. Il pezzo Nuclear Sun è noto anche per avere un certo peso nella trama del romanzo Io uccido di Giorgio Faletti, del quale Bragante è stato amico personale. Altri suoi brani di maggior successo sono The Kiss Of Medusa (1994) e Heaven (1999), brano con il quale Roland si avvicina all'allora nascente genere italo dance, grazie anche al remix di Matteo Epis.
Le sonorità delle sue composizioni hanno anticipato di qualche anno quelle del cosiddetto sottogenere musicale Dream Progressive reso famoso in particolar modo da Robert Miles.
In diverse occasioni Roland Brant ha inoltre fatto uso dell'Arpa Laser, costruita dalla italiana Kromalaser sull'invenzione dell'ingegnere Maurizio Carelli, strumento lanciato nel 1981 dal compositore Electronic/New Age francese Jean-Michel Jarre.
Tra i molteplici club in cui ha suonato, particolare importanza ha avuto il locale Duplè a Serricciolo, dove dal 1994 al 2006 è stato resident; continuando a diffondere sonorità dream progressive quando nel mondo impazzavano ed esplodevano nuovi generi ogni istante. Ha contribuito a rafforzare quella che possiamo definire la grande famiglia techno-elettronica italiana, lasciando un'impronta indelebile nel carattere musicale europeo.

## Discografia

### Singoli/EP
- Nuclear Sun
- The kiss of Medusa
- Astrolights
- Mastermind
- Moon's waterfalls
- Hyperspace
- Cosmic rave
- They are comin'
- Outland
- Love is my energy
- From hell to heaven
- Start new game (con Eddy Rave)
- Soundgate
- I'm Sorry